# Transporte mediado
El transporte mediado se refiere al transporte mediado por una proteína de transporte de membrana. Las sustancias en el cuerpo humano pueden ser hidrofóbicas, electrofílicas, contener una carga positiva o negativa, o tener otra propiedad. Como tal, hay momentos en que esas sustancias no pueden atravesar la membrana celular utilizando un movimiento independiente de proteínas. La membrana celular está incrustada con muchas proteínas de transporte de membrana que permiten que dichas moléculas entren y salgan de la célula. Una molécula se unirá a una proteína transportadora, alterando su forma. El cambio de forma u otras sustancias añadidas como ATP, a su vez, harán que la proteína de transporte altere su forma y libere la molécula al otro lado de la membrana celular.

### Tipos de transportadores mediados
Hay tres tipos de transportadores mediados: uniportador, simportador y antiportador. Las cosas que se pueden transportar son nutrientes, iones, glucosa, etc., todo dependiendo de las necesidades de la célula.
- Uniportador: Permite el transporte de un soluto a la vez
- Simportador: Transporta soluto y contratransporta otro soluto al mismo tiempo y en la misma dirección
- Antiportador: Transporta el soluto en una dirección mientras que el soluto contratransportado se mueve en la dirección opuesta dentro o fuera de la célula[4]

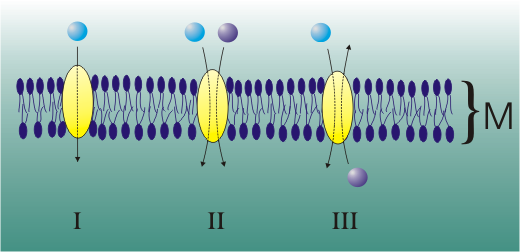
Uniportador (I), Simportador (II), Antiportador (III)

## Tipos de Transporte
Existen dos tipos de transporte considerados como mediados:
- Difusión facilitada: es el proceso de transporte pasivo espontáneo de moléculas o iones a través de una membrana biológica a través de proteínas integrales transmembrana específicas. No requiere directamente energía química de la hidrólisis de ATP en el paso de transporte en sí; más bien, las moléculas y los iones se mueven a favor de su gradiente de concentración, lo que refleja su naturaleza difusiva.[6]
- Transporte activo: El término hace referencia al movimiento de las moléculas a través de una membrana celular desde una región de baja concentración a una región de alta concentración, o en dirección opuesta a algún gradiente o a algún otro factor obstructivo (con frecuencia en la dirección opuesta al gradiente de concentración).

| Difusión facilitada                             | Transporte activo                                                                          |
| ----------------------------------------------- | ------------------------------------------------------------------------------------------ |
| No se necesita fuente de energía                | Requiere ATP                                                                               |
| Mueve la sustancia de alta a baja concentración | Puede crear gradientes de concentración y mueve moléculas de bajas a altas concentraciones |
| Proteína de transporte requerida                | Proteína de transporte requerida                                                           |

## Proteínas de Transporte
Una proteína de transporte es una proteína que cumple la función de mover otros materiales dentro de un organismo. Las proteínas de transporte son vitales para el crecimiento y la vida de todos los seres vivos. Hay varios tipos diferentes de proteínas de transporte.  

### Tipos de proteínas

#### Mediadas por uniportador
Un ejemplo de una proteína de transporte mediada por uniportador es la GLUT1. La GLUT1 es una proteína transmembrana, lo que significa que abarca todo el ancho de la membrana celular, conectando la región extracelular e intracelular. Es un sistema uniporte porque transporta glucosa específicamente en una sola dirección, a favor de su gradiente de concentración a través de la membrana celular. 
Otro ejemplo de una proteína de transporte mediada por uniportador es la proteína de transferencia de triglicéridos microsómicos (MTTP) que es responsable de catalizar el ensamblaje de las lipoproteínas ricas en triglicéridos y de mediar en su liberación desde la luz del retículo endoplásmico. Lo que se distingue de esta proteína de transferencia específica es que requiere que la proteína PRAP1 se una a la lipoproteína para facilitar el transporte de dicha lipoproteína. MTTP solo reconoce el complejo PRAP1-lipoproteína y solo entonces catalizará la reacción de transporte. En cierto modo, la proteína PRAP1 actúa como una señal para MTTP. La importancia de tales interacciones implica que el transporte mediado no únicamente depende de las proteínas transmembrana, sino que también puede requerir la presencia de proteínas adicionales no transmembrana. Por ejemplo, los estudios muestran que, en ausencia de una proteína PRAP1 completamente funcional, el MTTP no puede transportar lipoproteínas específicas a través de la membrana del retículo endoplásmico.
Mediadas por uniportador
Un ejemplo de proteína de transporte mediada por simportador es SGLT1, una proteína cotransportadora de sodio/glucosa que se encuentra principalmente en el tracto intestinal. La proteína SGLT1 es un sistema simportador porque pasa glucosa y sodio en la misma dirección, desde la luz del intestino hacia el interior de las células intestinales.
Mediadas por antiportador
Un ejemplo de una proteína de transporte mediada por antiportador es el antiportador de sodio-calcio, una proteína de transporte involucrada en mantener baja la concentración citoplasmática de iones de calcio en las células. Esta proteína de transporte es un sistema antiportador porque transporta tres iones de sodio a través de la membrana plasmática a cambio de un ion de calcio, que se transporta en dirección opuesta.

### Mutaciones
La importancia de las proteínas de transporte mediadas se visualiza con la presencia de mutaciones que hacen que las proteínas de transporte no funcionen. Un buen ejemplo de esto son las mutaciones que se encuentran en el gen Archain 1 que codifica las proteínas de transporte COPI y COPII. La función principal de estas proteínas de transporte es facilitar el paso de moléculas desde el retículo endoplasmático al aparato de Golgi, y viceversa. El gen ARCN1 mutado da lugar a COPI anormal que no puede transportar colágeno tipo I y conduce a la secreción de colágeno. Debido al hecho de que el colágeno tipo I es el ingrediente principal del tejido conectivo, tales mutaciones son la causa de numerosos trastornos esqueléticos graves, como la osteogénesis imperfecta y la displasia cráneo-lenticulo-sutural. Varias variaciones de estos trastornos se caracterizan por una displasia física visible. 